# America (álbum de Modern Talking)
America es el décimo álbum de la carrera de Modern Talking y el cuarto en ser lanzado al mercado luego de su reunión en 1998. Es editado a fines de ese mismo año bajo el sello BMG Berlin Musik y producido y arreglado por Dieter Bohlen y coproducido por Luis Rodríguez. De este álbum se estrenaron dos sencillos, Win The Race (Gana la carrera), y Last Exit to Brooklyn (Última salida a Brooklyn).
Obtuvo disco de platino en Lituania y disco de oro en Alemania.

## Créditos
- Música: Dieter Bohlen, excepto tema 14 por Thomas Anders
- Letra: Dieter Bohlen, excepto tema 14 por Thomas Anders
- Arreglos: Axel Breitung (1, 2, 4 y 8); Lalo Titenkov (3, 5, 9, 11 y 14); Thorsten Brötzmann (6 y 12); Amadeus Crotti (7); Bülent Aris (10); y Elephant (13, 15-16)
- Producción: Dieter Bohlen
- Coproducción: Axel Breitung (1, 2, 4 y 8); Thorsten Brötzmann (6 y 12); Luis Rodríguez (7); Bülent Aris (10); y Elephant (13, 15-16)
- Publicación: Warner Chappell/Blue Obsession Music
- Distribución: BMG
- Dirección de Arte: Ronald Reinsberg
- Composición de Portada: Stefano Boragno
- Fotografías: Wolfgang Wilde

## Lista de canciones
| #   | Título                                         | Tiempo |
| --- | ---------------------------------------------- | ------ |
| 1.  | " Win The Race" (Dieter Bohlen)                | 4:22   |
| 2.  | "Last Exit to Brooklyn" (Dieter Bohlen)        | 3:37   |
| 3.  | "Maria" (Dieter Bohlen)                        | 3:31   |
| 4.  | "SMS To My Heart" (Dieter Bohlen)              | 3:41   |
| 5.  | "Cinderella Girl" (Dieter Bohlen)              | 3:41   |
| 6.  | "Why Does It Feel So Good?" (Dieter Bohlen)    | 3:58   |
| 7.  | " Rain In My Heart" (Dieter Bohlen)            | 4:00   |
| 8.  | "Witchqueen Of Eldorado" (Dieter Bohlen)       | 3:59   |
| 9.  | "Run To You" (Dieter Bohlen)                   | 4:22   |
| 10. | "America" (Dieter Bohlen)                      | 3:11   |
| 11. | "For A Life Time" (Dieter Bohlen)              | 3:37   |
| 12. | "From Coast To Coast" (Dieter Bohlen)          | 4:39   |
| 13. | "There's Something In The Air" (Dieter Bohlen) | 3:52   |
| 14. | "I Need You Now" (Thomas Anders)               | 3:39   |
| 15. | "New York City Girl" (Dieter Bohlen)           | 3:42   |
| 16. | "Send Me A Letter From Heaven" (Dieter Bohlen) | 3:41   |

## Posicionamiento
| Listas (2001)                | Máxima Posición |
| ---------------------------- | --------------- |
| Alemania albums chart        | 2               |
| Austria albums chart         | 7               |
| Bulgaria albums chart        | 1               |
| Eslovenia albums chart       | 8               |
| Estonia albums chart         | 2               |
| Europa albums chart          | 9               |
| Grecia albums chart          | 25              |
| Hungría albums chart         | 5               |
| Lituania albums chart        | 1               |
| Polonia albums chart         | 19              |
| República Checa albums chart | 8               |
| Suecia albums chart          | 37              |
| Suiza albums chart           | 10              |
| Turquía albums chart         | 1               |

- Datos: Q34195